# Banfora
Banfora este un oraș din provincia Comoé, Burkina Faso.